# Alveopora japonica
Alveopora japonica là một loài san hô trong họ Poritidae. Loài này được Eguchi mô tả khoa học năm 1968.